# Kościół Najświętszego Serca Pana Jezusa w Radowie Wielkim
Kościół Najświętszego Serca Pana Jezusa w Radowie Wielkim – katolicki kościół parafialny zlokalizowany we wsi Radowo Wielkie w gminie Radowo Małe, w powiecie łobeskim (województwo zachodniopomorskie).

## Historia i architektura
Pierwszy kościół w Radowie Wielkim powstał w 1491 roku z fundacji rodziny von Borcków. W 2. połowie XVII wieku na jego miejscu postawiono istniejącą do dzisiaj świątynię. Jest to budowla na planie prostokąta, murowana z cegły, z dostawioną w późniejszym okresie nawą poprzeczną. Okna zakończone są ostrołukowo. Do kościoła dostawiona jest wieża na planie czworoboku, z ostrołukowymi oknami w izbie dzwonów, w wyższej kondygnacji oszalowana i nakryta niskim, czterospadowym dachem.
Wnętrze kościoła nakrywa drewniany, belkowany strop. Nad wejściem znajduje się drewniana empora, wsparta na dwóch słupach. Nawa poprzeczna otwarta jest ku reszcie kościoła wielkim łukiem odcinkowym, jej gładkie ściany nie są związane z nawą główną. W prezbiterium znajduje się XVII-wieczny, renesansowy ołtarz z okuciami na gzymsach. Zachowała się także przyścienna, drewniana ambona z XVIII wieku, XVII-wieczna chrzcielnica, XVII-wieczny świecznik i dwa cynowe lichtarze z około 1797 roku.
Po II wojnie światowej kościół został poświęcony jako świątynia katolicka w dniu 7 września 1945 roku. Od 1975 roku jest kościołem parafialnym.